# Céline Purcell
 (octobre 2018).
Si vous disposez d'ouvrages ou d'articles de référence ou si vous connaissez des sites web de qualité traitant du thème abordé ici, merci de compléter l'article en donnant les références utiles à sa vérifiabilité et en les liant à la section « Notes et références ».
Céline Purcell, née le 14 mars 1980 à La Haye, est une actrice et chanteuse néerlandaise.

## Filmographie

### Téléfilms
- 2004-2013 : Kinderen geen bezwaar (nl) : Julia Zegers
- 2007 : Kinderen voor Kinderen
- 2009 : Gebak van Krul (nl) : Charlotte Krul
- 2010 : Gooische Frieten (nl) : Zichzelf
- 2011 : Zie Ze Vliegen (nl) : Vrouw in toilet
- 2012 : Hi Ha Hondenlul : Anne-Fleur
- 2013 : Goede Tijden, Slechte Tijden : Femke Blok
- 2015 : Flikken Maastricht : Chana Vervaart
- 2016 : Centraal Medisch Centrum (nl) : Mevrouw Van Walen

## Discographie

### Comédies musicales
- 1999 : Miss Saigon : Ellen
- 1999-2001 : Elisabeth : Gravin Sztáray
- 2001-2002 : Titanic (comédie musicale) : Kate McGowan
- 2002-2003 : The Sound of Music : Liesl von Trapp
- 2003-2005 : Mamma Mia ! : Sophie Stuiveling
- 2005-2006 : La Belle et la Bête : Belle
- 2006-2007 : My Fair Lady : Eliza Dootlittle
- 2008-2009 : Les Misérables : Éponine
- 2010 : Sondheim in Songs : Soliste
- 2011 : Toon : Rietje Hermans
- 2011-2013 : Wicked : Glinda
- 2013 : Aspects of Love (nl): Giulietta
- Avril 2013 : Otis: Daphne
- Juillet 2013 : Otis parade versie	: Daphne

## Vie privée
Depuis 2012, elle est l'épouse de l'acteur Oren Schrijver.